# Peter R. de Vries: Internetpesters Aangepakt
Peter R. de Vries: Internetpesters Aangepakt was een Nederlands televisieprogramma dat werd uitgezonden door RTL 5. De presentatie van het programma was in handen van misdaadverslaggever Peter R. de Vries, waar tevens het programma naar vernoemd is. In elke aflevering hielp De Vries mensen die via het internet gepest, belaagd of bedreigd werden.
Het programma trachtte de vaak anonieme internetpesters te achterhalen en met hun daden te confronteren. Veelal wist het programma tevens een ontmoeting tussen de dader(es) en zijn/haar slachtoffer(s) te arrangeren. Zo kon een dader(es) zijn/haar excuses aanbieden.

## Productie
In 2015 presenteerde RTL 5 een nieuw programma dat gepresenteerd zou worden door Peter R. de Vries, voorheen (misdaad)verslaggever. De eerste aflevering werd op maandag 11 mei 2015 uitgezonden. RTL 5 zond een volledig eerste seizoen uit. De Vries gaf na het einde van het eerste seizoen aan graag verder te willen met het programma.
In 2016 werd een tweede seizoen uitgezonden. Begin datzelfde jaar maakte De Vries tevens bekend een petitie te starten. Met de petitie wilde het programma een aanpassing van de privacywetgeving op de agenda van de Tweede Kamer zetten, zodat de daders van het cyberpesten makkelijker opgespoord kunnen worden. De Vries haalde in een dag meer dan 62.000 handtekeningen binnen.